# Hans Posse (Staatssekretär)
Hans Ernst Posse (* 13. August 1886 in Berlin; † 18. August 1965 in Singen) war ein deutscher Staatssekretär in der Zeit des Nationalsozialismus. 

## Leben und Wirken
Posses Vater war der Harfenist, Kammervirtuose und Professor an der Hochschule für Musik Berlin Wilhelm Posse (1852–1925).
In seiner Jugend besuchte Posse das humanistische Gymnasium in Charlottenburg. Anschließend studierte er Rechtswissenschaften an den Universitäten Bonn und Berlin. Nach dem Studium und der Promotion kam er 1909 als Referendar zum Regierungsbezirk Köln. 1913 wurde er Regierungsassessor beim Landratsamt Beuthen. 
Von 1914 bis 1918 nahm Posse als Reserveoffizier am Ersten Weltkrieg teil. Nach dem Krieg wurde er als Hilfsarbeiter in das Preußische Ministerium für Handel und Gewerbe berufen, wo er 1921 zum Ministerialrat befördert wurde. 1924 folgte die Beförderung zum Ministerialdirektor und die Ernennung zum Leiter der zoll- und handelspolitischen Abteilung des Reichswirtschaftsministeriums. In dieser Eigenschaft nahm er an zahlreichen internationalen Wirtschaftsverhandlungen teil: So war er im Dezember 1928 Leiter der deutschen Delegation bei den damaligen deutsch-russischen Wirtschaftsverhandlungen. Außerdem war er deutscher Vertreter der Wirtschaftskommission der Völkerbundsversammlung. 
Von 1933 bis 1938 amtierte Posse als allgemeiner Staatssekretär im Wirtschaftsministerium. Von 1938 bis 1945 war er im selben Haus Staatssekretär für Sonderaufgaben und stellvertretender Generalbevollmächtigter für die Wirtschaft. 1940 wurde Posse ferner zum Leiter des Sonderstabes I Wi[rtschaft] im Oberkommando des Heeres ernannt. 1941 wurde er außerdem zum Reichskommissar für den Unileverkonzern in Rotterdam ernannt. Laut Aussage von Walther Funk war Posse sein Hauptstellvertreter, hatte aber eine Stellung, die sehr abseits lag, im Unterschied etwa zu Friedrich Landfried und in der Reichsbank zu Emil Puhl: „Der Herr Posse war ein alter, kranker Mann, den ich auf diesen Posten abgestellt hatte. ... ist tatsächlich dieser unglückselige Generalbevollmächtigte für die Wirtschaft im Wesentlichen auf dem Papier stehengeblieben.“
Nach dem Zweiten Weltkrieg wurde er bei den Nürnberger Prozessen verhört. Von einer Entnazifizierung ist nichts bekannt. Danach lebte Posse in Nußdorf bei Überlingen und war publizistisch tätig.